# Gordon Hoare
Gordon Rahere Hoare (Blackheath, 18 aprile 1884 – Putney, 27 ottobre 1973) è stato un calciatore inglese, di ruolo attaccante.

## Carriera

### Club
Inizia la carriera nell'Arsenal, club nel quale militò sino al 1909, anno in cui fu ingaggiato dal Glossop North End. Dopo una sola stagione, nel 1910, torna all'Arsenal, con cui segna 8 gol in 23 partite. Dopo due stagioni ritorna al Glossop, in Second Division, giocando in seguito anche per QPR e Fulham, con cui nel 1920 chiude la propria carriera da calciatore.

### Nazionale
È stato campione olimpico al 5º Torneo olimpico di calcio del 1912 svoltosi a Stoccolma, vincendo l'oro con il Regno Unito, e segnando 2 gol in 3 partite.

## Palmarès

### Club
- Southern Charity Cup: 1

QPR: 1913

### Nazionale
- Oro olimpico: 1

Stoccolma 1912